# Lonchura forbesi
Il cappuccino della Nuova Irlanda, conosciuto anche come cappuccino delle Bismarck (Lonchura forbesi Sclater, 1879) è un uccello passeriforme della famiglia degli Estrildidi.

## Distribuzione edhabitat
Come intuibile dal nome comune, il cappuccino della Nuova Irlanda è endemico dell'omonima isola nell'arcipelago di Bismarck, ad est della Nuova Guinea. La specie colonizza l'intera isola, mostrando preferenza per le zone di prateria erbosa sul limitare della foresta pluviale, fino a 1000 m di quota.

## Descrizione

### Dimensioni
Misura circa 10 cm di lunghezza, coda compresa.

### Aspetto
Si tratta di un uccello dall'aspetto robusto, con grosso becco tozzo di forma conica.

La colorazione è bruno-cannella su tutto il corpo, con tendenza a schiarirsi assumendo tonalità biancastre su petto e ventre: sulla testa è presente un cappuccio nero, così come neri sono il sottocoda ed il basso ventre: il codione è invece di colore giallo dorato. Gli occhi sono di colore bruno scuro, le zampe sono carnicino-grigiastre, il becco è grigio-nerastro.

## Biologia
Si tratta di uccelli diurni, molto timidi e schivi, che si muovono in coppie od in piccoli gruppi familiari, passando la maggior parte del tempo fra l'erba alta alla ricerca di cibo.

### Alimentazione
La dieta di questi uccelli è principalmente granivora e si baa su semi di graminacee di piccole dimensioni, che vengono spezzati col forte becco: i cappuccini della Nuova Irlanda si nutrono inoltre di germogli, frutta, bacche e piccoli insetti.

### Riproduzione
Non si hanno notizie sulla riproduzione di questi uccelli, tuttavia si ha motivo di supporre che essa non differisca sostanzialmente per modalità e tempistiche da quella delle altre specie congeneri.